# Stenotritus nigrescens
Stenotritus nigrescens là một loài ong trong họ Stenotritidae. Loài này được Friese miêu tả khoa học đầu tiên năm 1924.